# Rhomboda kerintjiensis
Rhomboda kerintjiensis là một loài thực vật có hoa trong họ Lan. Loài này được (J.J.Sm.) Ormerod mô tả khoa học đầu tiên năm 2004.